# Persone di nome Oleksandr
| Questa pagina contiene informazioni ricavate automaticamente dalle voci biografiche con l'ausilio del template Bio e di un bot. L'aggiornamento è periodico e automatico e ricostruisce completamente la pagina. Se manca una persona in questa lista, sei pregato di non aggiungerla, ma accertati piuttosto che la sua voce biografica contenga il template Bio e che i dati anagrafici siano correttamente compilati. Se il template Bio manca, inseriscilo tu stesso o, in alternativa, metti l'avviso {{tmp\|Bio}} che ne segnala la mancanza. Se i dati riportati sono sbagliati, correggi direttamente la voce biografica; le modifiche saranno visibili in questa lista entro pochi giorni. Per chiarimenti vedi il progetto antroponimi. La lista contiene solo le 167 persone che sono citate nell'enciclopedia e per le quali è stato implementato correttamente il template Bio. Pagina aggiornata al 16 ott 2024. |

Questa è una lista di persone presenti nell'enciclopedia che hanno il prenome Oleksandr, suddivise per attività principale.

## Allenatori di calcio(11)
- Oleksandr Alijev, allenatore di calcio e ex calciatore ucraino (Chabarovsk, n. 1985)
- Oleksandr Babyč, allenatore di calcio e ex calciatore ucraino (Alčevs'k, n. 1979)
- Oleksandr Bondarenko, allenatore di calcio e ex calciatore ucraino (Zaporižžja, n. 1966)
- Oleksandr Holovko, allenatore di calcio e ex calciatore ucraino (Cherson, n. 1972)
- Oleksandr Horjaïnov, allenatore di calcio e ex calciatore ucraino (Charkiv, n. 1975)
- Oleksandr Horškov, allenatore di calcio e ex calciatore ucraino (Kirovs'k, n. 1970)
- Oleksandr Kučer, allenatore di calcio e ex calciatore ucraino (Charkiv, n. 1982)
- Oleksandr Melaščenko, allenatore di calcio e ex calciatore ucraino (Poltava, n. 1978)
- Oleksandr Petrakov, allenatore di calcio e ex calciatore ucraino (Kiev, n. 1957)
- Oleksandr Pomazun, allenatore di calcio e ex calciatore ucraino (Charkiv, n. 1971)
- Oleksandr Šovkovs'kyj, allenatore di calcio e ex calciatore ucraino (Kiev, n. 1975)

## Allenatori di calcio a 5(1)
- Oleksandr Kosenko, allenatore di calcio a 5 e ex giocatore di calcio a 5 ucraino (Dnipropetrovs'k, n. 1970)

## Astisti(1)
- Oleksandr Korčmid, ex astista ucraino (Kachovka, n. 1982)

## Aviatori(2)
- Oleksandr Kukurba, aviatore e militare ucraino (Verchnij Verbiž, n. 1994 - Andronivka, † 2022)
- Oleksandr Oksančenko, aviatore e militare ucraino (Malomykhailivka, n. 1968 - cielo di Kiev, † 2022)

## Biatleti(1)
- Oleksandr Bilanenko, biatleta ucraino (Sumy, n. 1978)

## Bobbisti(1)
- Oleksandr Strel'cov, bobbista ucraino (Zaporižžja, n. 1975)

## Canoisti(1)
- Oleksandr Šaparenko, ex canoista sovietico (Stepanivka, n. 1946)

## Cantanti(2)
- Yarmak, cantante e rapper ucraino (Boryspil', n. 1991)
- Oleksandr Ponomar'ov, cantante e musicista ucraino (Chmel'nyc'kyj, n. 1973)

## Cestisti(10)
- Oleksandr Belikov, cestista ucraino (Berdjans'k, n. 1992)
- Oleksandr Kobec', cestista ucraino (Novomoskovs'k, n. 1996)
- Oleksandr Kobzystyj, cestista ucraino (Poltava, n. 2003)
- Oleksandr Kol'čenko, cestista moldavo (Tiraspol, n. 1988)
- Oleksandr Kuščev, cestista ucraino (Nova Kachovka, n. 1990)
- Oleksandr Lochmančuk, ex cestista e allenatore di pallacanestro ucraino (Kerč', n. 1973)
- Oleksandr Lypovyj, cestista ucraino (Charkiv, n. 1991)
- Oleksandr Mišula, cestista ucraino (Dnipropetrovs'k, n. 1992)
- Oleksandr Sizov, cestista ucraino (Charkiv, n. 1988)
- Oleksandr Volkov, ex cestista, dirigente sportivo e politico ucraino (Omsk, n. 1964)

## Ciclisti su strada(3)
- Oleksandr Hončenkov, ex ciclista su strada e pistard ucraino (Leopoli, n. 1970)
- Oleksandr Kvačuk, ex ciclista su strada ucraino (Oleksandrija, n. 1983)
- Oleksandr Polivoda, ciclista su strada e pistard ucraino (Charkiv, n. 1987)

## Combinatisti nordici(2)
- Oleksandr Prosvirnin, combinatista nordico sovietico (Vorochta, n. 1964 - Kiev, † 2010)
- Oleksandr Šumbarec', combinatista nordico ucraino (n. 2001)

## Comici(1)
- Oleksandr Skičko, comico, conduttore televisivo e politico ucraino (Čerkasy, n. 1991)

## Danzatori(2)
- Oleksandr Rjabko, danzatore ucraino (Kiev, n. 1978)
- Oleksandr Truš, danzatore ucraino (Dnipro, n. 1988)

## Dirigenti d'azienda(1)
- Oleksandr Kamyšin, dirigente d'azienda e politico ucraino (Kiev, n. 1984)

## Fondisti(1)
- Oleksandr Batjuk, fondista ucraino (Černigov, n. 1960)

## Generali(3)
- Oleksandr Syrs'kyj, generale ucraino (Novinki, n. 1965)
- Oleksandr Pavljuk, generale ucraino (Novohrad-Volyns'kyj, n. 1970)
- Oleksandr Tarnavs'kyj, generale ucraino (Dnipro, n. 1970)

## Giavellottisti(1)
- Oleksandr P"jatnycja, giavellottista ucraino (Dnipro, n. 1985)

## Ginnasti(3)
- Oleksandr Bereš, ginnasta ucraino (Pervomajs'k, n. 1977 - Kiev, † 2004)
- Oleksandr Svitlyčnyj, ex ginnasta ucraino (Charkiv, n. 1972)
- Oleksandr Vorobjov, ginnasta ucraino (Dniprodzeržyns'k, n. 1984)

## Giocatori di calcio a 5(1)
- Oleksandr Moskaljuk, ex giocatore di calcio a 5 ucraino (n. 1970)

## Giornalisti(1)
- Oleksandr Tkačenko, giornalista, dirigente d'azienda e politico ucraino (Kiev, n. 1966)

## Imprenditori(3)
- Achat' Brahin, imprenditore e mafioso ucraino (Stalino, n. 1953 - Donec'k, † 1995)
- Oleksandr Jaroslavs'kyj, imprenditore ucraino (Mariupol', n. 1959)
- Oleksandr Kalonov, imprenditore e arbitro di calcio italiano (Leopoli, n. 1991)

## Ingegneri(1)
- Oleksandr Semenovyč Zelens'kyj, ingegnere ucraino (Kryvyj Rih, n. 1947)

## Judoka(1)
- Oleksandr Hordijenko, judoka ucraino (n. 1991)

## Lottatori(3)
- Oleksandr Chocjanivs'kyj, lottatore ucraino (Donec'k, n. 1990)
- Oleksandr Hrušyn, lottatore ucraino (n. 1998)
- Oleksandr Kolčyns'kyj, lottatore sovietico (Kiev, n. 1955 - Kiev, † 2002)

## Magistrati(1)
- Oleksandr Tupyc'kyj, giudice ucraino (Bilozir'ja, n. 1963)

## Martellisti(1)
- Oleksandr Krykun, ex martellista ucraino (Lipsia, n. 1968)

## Musicisti(1)
- Oleksandr Antonovyč Košic', musicista, compositore e direttore d'orchestra ucraino (Romašky, n. 1875 - Winnipeg, † 1944)

## Nuotatori(3)
- Oleksandr Isakov, nuotatore ucraino (Ivano-Frankivs'k, n. 1989)
- Oleksandr Volynec', nuotatore ucraino (Ternopil', n. 1974)
- Oleksandr Zheltyakov, nuotatore ucraino (Dnipro, n. 2005)

## Pallavolisti(1)
- Oleksandr Šadčyn, ex pallavolista e allenatore di pallavolo sovietico (Kremenčuk, n. 1969)

## Pentatleti(1)
- Oleksandr Kravčenko, pentatleta ucraino (n. 1975)

## Pesisti(2)
- Oleksandr Bahač, ex pesista ucraino (Matusov, n. 1966)
- Oleksandr Klymenko, pesista ucraino (Kiev, n. 1970 - Kiev, † 2000)

## Pistard(2)
- Oleksandr Fedenko, ex pistard e ciclista su strada ucraino (Kiev, n. 1970)
- Oleksandr Symonenko, ex pistard ucraino (Kropyvnyc'kyj, n. 1974)

## Pittori(2)
- Oleksandr Kostjantynovyč Bohomazov, pittore ucraino (Jampil', n. 1880 - Kiev, † 1930)
- Oleksandr Muraško, pittore ucraino (Kiev, n. 1875 - Kiev, † 1919)

## Politici(4)
- Oleksandr Kubrakov, politico ucraino (Peršotravens'k, n. 1982)
- Oleksandr Luk"jančenko, politico ucraino (Berdyči, n. 1947)
- Oleksandr Moroz, politico ucraino (Buda, n. 1944)
- Oleksandr Turčynov, politico ucraino (Dnipro, n. 1964)

## Pugili(4)
- Oleksandr Dymytrenko, pugile ucraino (Jevpatorija, n. 1982)
- Oleksandr Hvozdyk, pugile ucraino (Charkiv, n. 1987)
- Oleksandr Chyžnjak, pugile ucraino (Poltava, n. 1995)
- Oleksandr Usyk, pugile ucraino (Sinferopoli, n. 1987)

## Registi(1)
- Oleksandr Rodnjans'kyj, regista e produttore cinematografico ucraino (Kiev, n. 1961)

## Scacchisti(8)
- Oleksandr Areščenko, scacchista ucraino (Luhans'k, n. 1986)
- Oleksandr Henrichovyč Beljavs'kyj, scacchista sloveno (Leopoli, n. 1953)
- Oleksandr Bortnyk, scacchista ucraino (n. 1996)
- Oleksandr Černin, scacchista ucraino (Charkiv, n. 1960)
- Oleksandr Ipatov, scacchista ucraino (Leopoli, n. 1993)
- Oleksandr Konstantynopol's'kyj, scacchista sovietico (Žytomyr, n. 1910 - Mosca, † 1990)
- Oleksandr Oleksandrovyč Moïsejenko, scacchista ucraino (Severomorsk, n. 1980)
- Oleksandr Zubov, scacchista ucraino (Mykolaïv, n. 1983)

## Schermidori(1)
- Oleksandr Horbačuk, schermidore ucraino (n. 1972)

## Sciatori freestyle(1)
- Oleksandr Okipnjuk, sciatore freestyle ucraino (Berehove, n. 1998)

## Slittinisti(1)
- Oleksandr Obolončyk, slittinista ucraino (Kremenec', n. 1992)

## Sollevatori(2)
- Oleksandr Pervij, sollevatore sovietico (Bilozers'ke, n. 1960 - Donec'k, † 1985)
- Oleksandr Pjelješenko, sollevatore ucraino (Petrovo-Krasnosillja, n. 1994 - † 2024)

## Tiratori a segno(1)
- Oleksandr Petriv, tiratore a segno ucraino (Leopoli, n. 1974)

## Tuffatori(2)
- Oleksandr Bondar, tuffatore ucraino (Luhans'k, n. 1993)
- Oleksandr Horškovozov, tuffatore ucraino (Luhans'k, n. 1991)

## Velocisti(1)
- Oleksandr Kajdaš, ex velocista ucraino (Rubižne, n. 1976)

## Vescovi cattolici(1)
- Oleksandr Chira, vescovo cattolico (Vilhivți, n. 1897 - Karaganda, † 1983)

## Senza attività specificata(1)
- Oleksandr Abramenko, ex sciatore freestyle ucraino (Pervomajs'kyj, n. 1988)